# 赵延年 (1929年)
赵延年（1929年7月—2019年10月18日），男，回族，河南南召人，中华人民共和国政治人物。

## 生平
1949年至1950年，在河南省南阳县训练班学习，南阳县高庙区工作队队员，中国新民主主义青年团高庙区委副书记。1950年3月，加入中国共产党。1950年至1954年，任青年团南阳县委宣传部部长，南阳县溧河区委副书记、南阳县委宣传部副部长、溧河区委第一书记。1954年至1957年，任南阳县副县长、县长。1957年至1958年，任河南省南阳地区合作化干校党委书记兼第一副校长。1958年至1966年，任中共宁夏回族自治区委政策研究组组长、副主任，自治区委书记处办公室副主任，自治区委农村工作办公室副主任，自治区委候补委员。1966年至1978年，文化大革命期间受迫害，下放“五七”干校劳动。1978年至1979年，任中共宁夏回族自治区委政策研究室主任。1979年至1982年，任国家农业委员会计划局负责人，外事局负责人。1982年至1986年，任国家经济委员会农业组副组长、农业局局长。1986年5月至1993年，任国家民族事务委员会副主任、党组副书记。政协第九届全国委员会委员。此外担任中共第十三届、十四届中央候补委员。
2019年10月18日在北京病逝，享年90岁。